# سد اولدکونا
سد اولدکونا (به اسپانیایی: Ulldecona Dam) یک سد وزنی در اسپانیا است که در La Pobla de Benifassà واقع شده‌است.